# Gymnastes anticaniger
Gymnastes anticaniger är en tvåvingeart som beskrevs av Alexander 1967. Gymnastes anticaniger ingår i släktet Gymnastes och familjen småharkrankar. Inga underarter finns listade i Catalogue of Life.